# Manuel Artigas
Manuel Antonio Artigas (Montevideo, 1774 - San José de Mayo, 1811), militar de la guerra de la independencia del Río de la Plata, era primo del caudillo oriental José Gervasio Artigas y nieto del capitán español Juan Antonio de Artigas. Es homenajeado en la Pirámide de Mayo de Buenos Aires como el primer oficial muerto en combate por la independencia. 
Durante la Revolución de Mayo formó parte del grupo revolucionario que integraban Domingo French y Antonio Luis Beruti, llamado "Los Chisperos". 
Actuó como capitán en la marcha al Paraguay. En sus cartas Manuel Belgrano cuenta:

Al salir el sol, mandé al mayor general en el bote y fue con su ayudante y otros oficiales, a que reuniese la gente y presentase la acción; al mismo tiempo salió mi ayudante don Manuel Artigas, capitán del regimiento de "América" con cinco soldados en el bote de cuero y el subteniente de patricios don Jerónimo Helguera, con dos soldados de su compañía, en una canoíta paraguaya, por no haber cabido en las balsas. El bote de cuero emprendió la marcha y la corriente lo arrastró hasta el remanso de nuestro puerto; insistió el bravo Artigas y fue a desembarcar en el mismo lugar que Helguera, es decir como a la salida del bosque por el Campichuelo. No estaba aún la gente reunida y sólo había unos pocos con el mayor general y sus ayudantes, entonces el valiente Artigas se empeñaba en ir a atacar a los paraguayos; tuvo sus palabras con el mayor general y al fin llevado de su denuedo, seguido de don Manuel Espínola, el menor, de quien hablaré en su lugar, de Helguera, y de los siete hombres que habían ido en el bote de cuero y canoa paraguaya, avanzó hasta sobre los cañones de los paraguayos, que después de habernos hecho siete tiros sin causarnos el más leve daño, corrieron vergonzosamente, y abandonaron la artillería y una bandera con algunas municiones.

Ascendido a comandante se destacó en el Combate de Campichuelo y el 25 de abril de 1811 fue herido en San José, muriendo a los 33 años el 24 de mayo de 1811. 
Fue el primer oficial de ejército patriota del Río de la Plata muerto en combate, es por este hecho histórico que en Uruguay se instituye a este día, 24 de mayo, como el "Día del Soldado caído en acto de servicio" para honrar y homenajear a todos los soldados caídos en el cumplimiento del deber militar, en todas las épocas, circunstancias y lugares.. 

## Homenajes
En la Pirámide de Mayo, que ocupa el centro de la Plaza de Mayo de Buenos Aires, existe una única placa, de bronce, de 85 cm de largo y 57 de alto, colocada sobre el lado oeste de la pirámide. Todo su contenido son dos nombres: Felipe Pereyra de Lucena y Manuel Artigas, que corresponden a los dos primeros oficiales que perdieron la vida en los campos de batalla luchando por la Revolución de Mayo. La noticia de estas dos bajas causó impresión y la Junta Gubernativa dispuso el 31 de julio de 1811 que se grabaran sus nombres en una lámina de bronce en la Pirámide de Mayo. Al no poder costearse la placa, no se cumplió con la disposición por ese entonces, sino ochenta años más tarde. Fueron inscriptos en la Pirámide en 1891, durante la presidencia de Carlos Pellegrini, por iniciativa de una comisión de personas que corrieron con los gastos, y en cumplimiento a lo resuelto por la Junta en 1811.
En la ciudad de Buenos Aires, una calle en el barrio de Mataderos lleva su nombre. Nace en la Avenida Escalada y concluye en la intersección de la Avenida Juan Bautista Alberdi y la calle Carhué, a escasas cuadras de la Avenida General Paz.